# Dovima
Dorothy Virginia Margaret Juba, inizialmente conosciuta come Dorothy Horan, ma in seguito diventata famosa con lo pseudonimo di Dovima (New York, 11 dicembre 1927 – Falls Church, 3 maggio 1990), è stata una modella e attrice statunitense.

## Biografia
Nata a New York, Dovima fu notata da un editore di Vogue, che le fece fare alcuni scatti fotografici da Irving Penn il giorno seguente. Lavorò con Richard Avedon, le cui fotografie di Dovima in abito da sera nero insieme ad alcuni elefanti da circo, scattate presso il Cirque d'hiver a Parigi, nell'agosto 1955, divennero famosissime. L'abito indossato da Dovima in quella occasione fu il primo disegnato da Yves Saint Laurent, all'epoca assistente di Christian Dior.

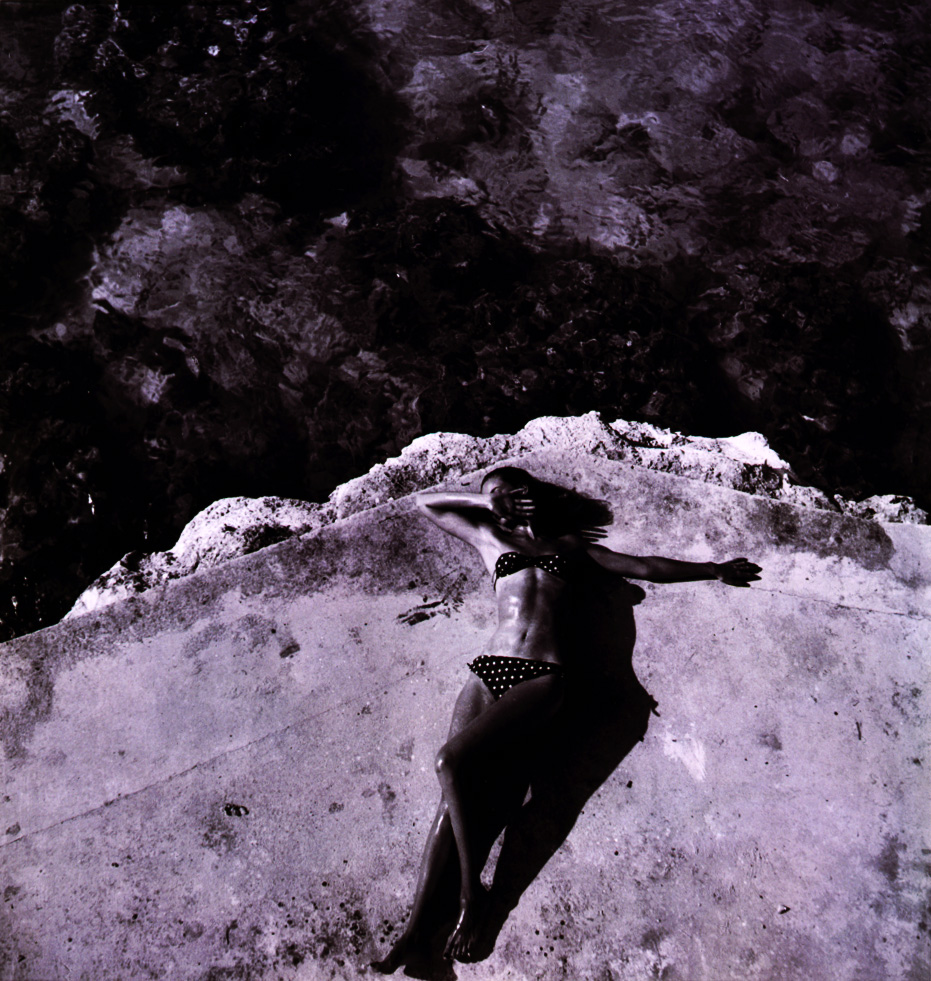
Dovima fotografata da Toni Frissell, novembre 1946.

Dovima raggiunse lo stato di supermodella, prima ancora che il termine divenisse di uso comune, in quanto considerata la modella più pagata dell'epoca. Nel 1957 fece anche un cameo nel film Cenerentola a Parigi prodotto dalla Paramount.
Morì per un epatocarcinoma il 3 maggio 1990 all'età di sessantadue anni. Dopo la sua morte, Richard Avedon disse "Dovima era una delle ultime grandi, eleganti ed aristocratiche bellezze... la bellezza più notevole e non convenzionale del suo tempo".